# Концерт для фортепіано з оркестром № 3 (Раутаваара)
Ейноюгані Раутаваара написав свій Концерт для фортепіано № 3 з програмною назвою «Дар мрій» у 1998, через 9 років після написання 2-го свого концерту.
Твір був написаний на замовлення видатного піаніста і диригента Володимира Ашкеназі, як концерт, який можна диригувати за фортепіано. Прем'єра відбулась у 1999 році з Гельсінгським філармонічним оркестром, а в ролі соліста і диригента одночасно виступив власне Ашкеназі. Відтоді він гастролював із цим концертом по всьому світу, а згодом і записав його на Ундині, фінській звукозаписувальній студії.
Концерт написаний в 3-х частинах. Музика в певній мірі переймає тональні гармонії з Фортепіанного концерту № 1 композитора, але загальний настрій більш спокійний і безтурботний.

## Структура
Концерт складається із 3-х частин і триває протягом 25-30 хв.
1. Tranquillo (10 хвилин)
2. Adagio assai (12 хвилин)
3. Energico (6 хвилин)

## Виконання
1. Володимир Ашкеназі (фортепіано/диригент), Гельсінгський філармонічний оркестр.
2. Лаура Міккола (фортепіано), Нідерландський симфонічний оркестр, Ері Клас (диригент).